# Cosmás Koronéos
Cosmás Koronéos (grec moderne : Κοσμάς Κορωναίος), né le 14 avril 1933 à Athènes et mort le 10 septembre 2015 à Créteil, est un poète et dramaturge grec.

## Biographie
Il meurt le 10 septembre 2015 à l'âge de 82 ans.

## Œuvres
- Voici Solange, Paris ou ailleurs, Paris, Recherche-action Théâtre ouvert, 1979, 69 p.  (ISBN 2-85982-060-4)
- Zoé, maintenant, Paris, Ateliers pour le développement d'alternative, 1982, 91 p. (BNF 34759538)
- Ontologie, 1, Faut-il inventer le réel ?, théâtre, Paris, Les Lettres libres, 1984, p.  (ISBN 2-86751-023-6)
- Ontologie, 2, Transformation, poèmes, Paris, Vegapress, 1988, 186 p. (BNF 35042038)
- Ontologie, 3, Faut-il inventer le réel ? Étude sur le principe, Paris, Le Grand Souffle Éditions, 2007, 315 p.  (ISBN 978-2-916492-15-5)
- Ontologie, 4, Fait divers, description d'un messie, Paris, Le Grand Souffle Éditions, 2005, 590 p.  (ISBN 2-9520760-3-0)

## Théâtre
- Solange, Paris ou ailleurs, de Cosmas Koroneos, mise en scène Jean-Christian Grinevald, Petit Odéon, 1981